# 木下俊保
木下 俊保（きのした としやす）は、豊後国日出藩6代藩主。官位は従五位下、和泉守。別名は長保（ながやす）。幼名は千五郎。通称は右京、主税。

## 経歴
享保2年（1717年）12月21日、一族の木下長胤の養子となり、家督を相続した。同家は初代藩主・延俊の六男の俊重を初代とする分家であり、幕府から300俵を支給される旗本であった。享保9年（1724年）10月9日、書院番に加えられた。享保15年（1730年）9月3日、進物役になった。
享保16年（1731年）11月28日、兄の子で本家を継いでいた俊在が早世したため、その養嗣子（ただし俊保が8歳上）となって跡を継いだ。なお、旗本の木下家は絶家となった。享保17年（1732年）1月28日、将軍徳川吉宗に御目見する。享保18年（1733年）12月18日、従五位下・和泉守に叙任する。
享保の大飢饉などで藩内が大被害を受け、幕府より3000両を借用したり、悪化した藩財政を再建するために藩札を発行したりしたが、家督から7年後の元文3年（1738年）8月29日、日出で死去した。享年33。跡を甥（俊在の弟）で養嗣子の俊監が継いだ。法号は竜渓院円応浄覚。墓所は速見郡日出町の松屋寺。

## 系譜
父母
- 木下俊長（実父）
- 長沢氏 - 側室（実母）
- 木下長胤（養父）
- 木下俊在（養父）

養子
- 木下俊監 - 木下俊量の子